# 哈德卡什 (喬治亞州)
哈德卡什（英語：Hard Cash）是位於美國喬治亞州艾伯特縣的一個非建制地區。該地的面積和人口皆未知。

## 地理
哈德卡什的座標為34°11′05″N 82°58′16″W / 34.18472°N 82.97111°W，而該地的平均海拔高度為219米（即718英尺）。